# Una noche en el Viejo México
Una noche en el Viejo México (A Night in Old Mexico) es una película de 2013 dirigida por Emilio Aragón sobre el encuentro entre un abuelo (Robert Duvall) y su nieto (Jeremy Irvine).

## Reparto
| Actor/Actriz              | Personaje                          |
| ------------------------- | ---------------------------------- |
| Robert Duvall             | Red Bovie                          |
| Jeremy Irvine             | Gally                              |
| Angie Cepeda              | Patty Wafers                       |
| Luis Tosar                | Panama                             |
| Javier Gutiérrez          | Booster                            |
| Joaquín Cosío             | Cholo                              |
| Jim Parrack               | Moon                               |
| James Landry Hébert       | J.T.                               |
| Michael Ray Escamilla     | Hector                             |
| Abraham Benrubi           | Big Roscoe Hammil                  |
| C.K. McFarland            | Inez Claypeck                      |
| Renee Victor              | Josefina Nelly                     |
| Sonny Carl Davis          | Augie el interrumpido              |
| Billy Joe Shaver          | Viejo en la gasolinera             |
| Eric A. Williams          | Ramond                             |
| Marc De La Garza          | Camarero                           |
| Carrol Lynn Andersson     | Camarero                           |
| Jose Gavito               | Guardia de patio (estacionamiento) |
| Toby Metcalf              | Hombre en la mesa                  |
| Ray Perez                 | Mendigo                            |
| Alejandrina Betancourt    | Prostituta                         |
| Anthony Betancourt        | Gringo 1                           |
| Alan Jones                | Gringo 2                           |
| Jose aka Pepe Poeta Solis | Federal 1                          |
| Gilberto Flores           | Federal 2                          |
| Gilberto Ortiz            | Vendedor                           |
| Victor Ballad             | Chico de la barra                  |
| Ismael Salinas            | Peatón                             |
| Yanko Artidiello          | Peatón                             |
| Henry Serrato             | Extra                              |
| José D. Cantú             | Empleado del aeropuerto            |
| Viridiana Garza           | Camarera                           |
| Antonio López-Valero      | Comprador del mercado              |
| Rene Rhi                  | Conductor                          |

## Palmarés cinematográfico
XXVIII edición de los Premios Goya
| Categoría              | Persona                                   | Resultado |
| ---------------------- | ----------------------------------------- | --------- |
| Mejor canción original | Aquí sigo Julieta Venegas y Emilio Aragón | Nominado  |
| Mejor música original  | Emilio Aragón                             | Nominado  |